# Mittainvilliers

Mittainvilliers este o comună în departamentul Eure-et-Loir, Franța. În 2013 avea o populație de 508 de locuitori.